# Grupa Kreutza

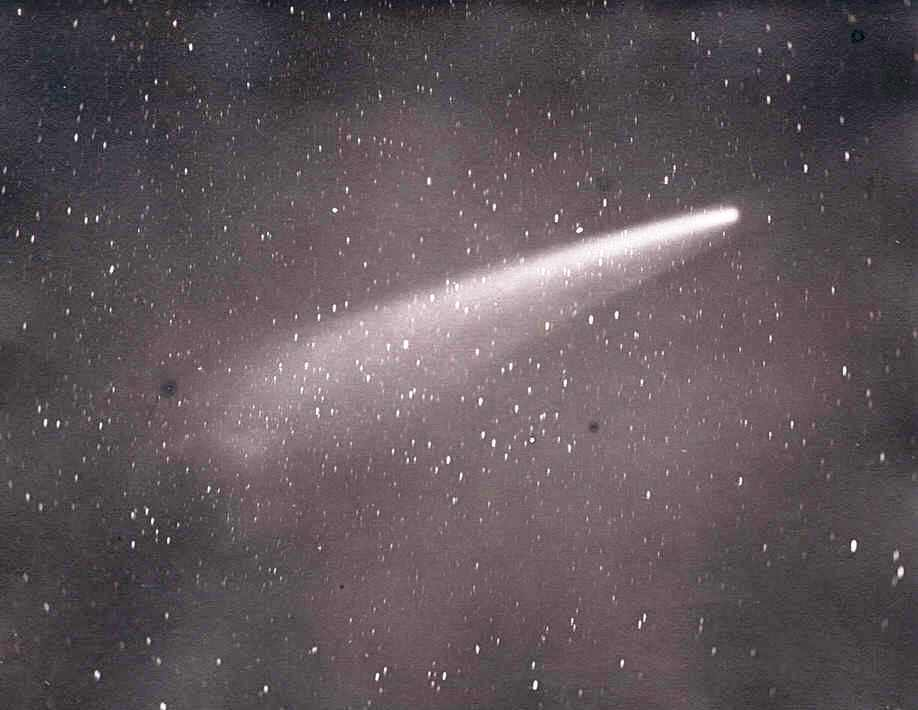
Wielka Kometa Wrześniowa z roku 1882 – jedna z komet Grupy Kreutza

Grupa Kreutza – grupa komet muskających Słońce, których peryhelium orbity znajduje się tuż przy fotosferze Słońca. Tak niewielka odległość od Dziennej Gwiazdy powoduje, że zdecydowana większość komet tej grupy ulega całkowitemu wyparowaniu. Nazwa tej grupy komet pochodzi od niemieckiego astronoma Heinricha Kreutza, który jako pierwszy wykazał w 1888 roku, że komety z tej rodziny są ze sobą powiązane.
Komety Grupy Kreutza powstały pomiędzy III a XII wiekiem n.e. w wyniku kolejnych rozpadów jednej dużej komety, która pojawiła się w bliskiej okolicy Słońca. Prawdopodobnie rozmiary jądra komety sięgały około 30 km. Komety Grupy Kreutza są najliczniejszą częścią komet muskających Słońce; stanowią aż 90% komet obserwowanych przez sondy SOHO i STEREO. Przykładami komet z tej grupy są: Wielka Kometa Marcowa 1843, Wielka Kometa Wrześniowa z roku 1882, Kometa Ikeya-Seki czy C/2011 W3 (Lovejoy).